# Ceaga, Bolgrad
Ceaga (în ucraineană Петрівка, transliterat: Petrivka) este un sat în comuna Borodino din raionul Bolgrad, regiunea Odesa, Ucraina.

## Demografie
Componența lingvistică a localității Ceaga
     Ucraineană (88,11%)
     Moldoveni (6%)
     Rusă (3,56%)
     Bulgară (1,93%)
     Alte limbi (0,4%)
Conform recensământului din 2001, majoritatea populației localității Ceaga era vorbitoare de ucraineană(88,11%), existând în minoritate și vorbitori de română (6%), rusă (3,56%), și bulgară (1,93%).